# Collegiata di Sant'Agata (Santhià)
La collegiata di Sant'Agata è la parrocchiale di Santhià, in provincia ed arcidiocesi di Vercelli; fa parte del vicariato di Santhià. 
L'edifcio s'innalza sulla centrale piazza Roma, poco distante dal palazzo comunale. Il campanile e la cripta sono le sole strutture architettoniche superstiti dell'antica chiesa romanica del XII secolo; conserva all'interno un polittico di Gerolamo Giovenone.

## Storia
L'attuale chiesa collegiata dedicata a Agata sorge sul sito dove era già esistente una pieve nel X secolo dedicata a Sant'Agata. Il toponimo Santhià deriva da un originario Sancta Agatha: nel 990 l'arcivescovo Sigerico di Canterbury, di ritorno da Roma lungo l'itinerario della via francigena che da lui prende nome scelse Santhià come tappa del suo viaggio, annotandola sul suo diario come Sca Agath. La devozione verso la santa catanese ed il fatto di essere una mansio (luogo di sosta) sulla via francigena si spiega verosimilmente per la presenza di reliquie della santa catanese.
L'attenzione della diocesi vercellese nei confronti del borgo di Santhià diede luogo alla istituzione di una collegiata canonicale già attiva nell'XI secolo. Della antica costruzione romanica del XII secolo si sono conservate la torre campanaria e la cripta.
Le vicende storiche della chiesa, dopo la occupazione del territorio da parte dei Savoia furono alquanto tormentate a causa di una serie di eventi bellici che produssero distruzioni e successive ricostruzioni. L'aspetto attuale è dovuto alla ricostruzione del 1836 ad opera dell'architetto Giuseppe Talucchi (1782-1863), che realizzò un progetto improntato a forme basilicali di gusto neoclassico con pianta a tre navate.

## La chiesa collegiata
L'esterno della chiesa è connotato dalla presenza di un grande pronao in stile neoclassico, affrescato con scene religiose da Luigi Hartmann. Sul lato destro si innalza la massa poderosa del campanile romanico in mattoni (XII secolo), con scarsi elementi decorativi dati da sottili lesene e fasce marcapiano date da archetti pensili.

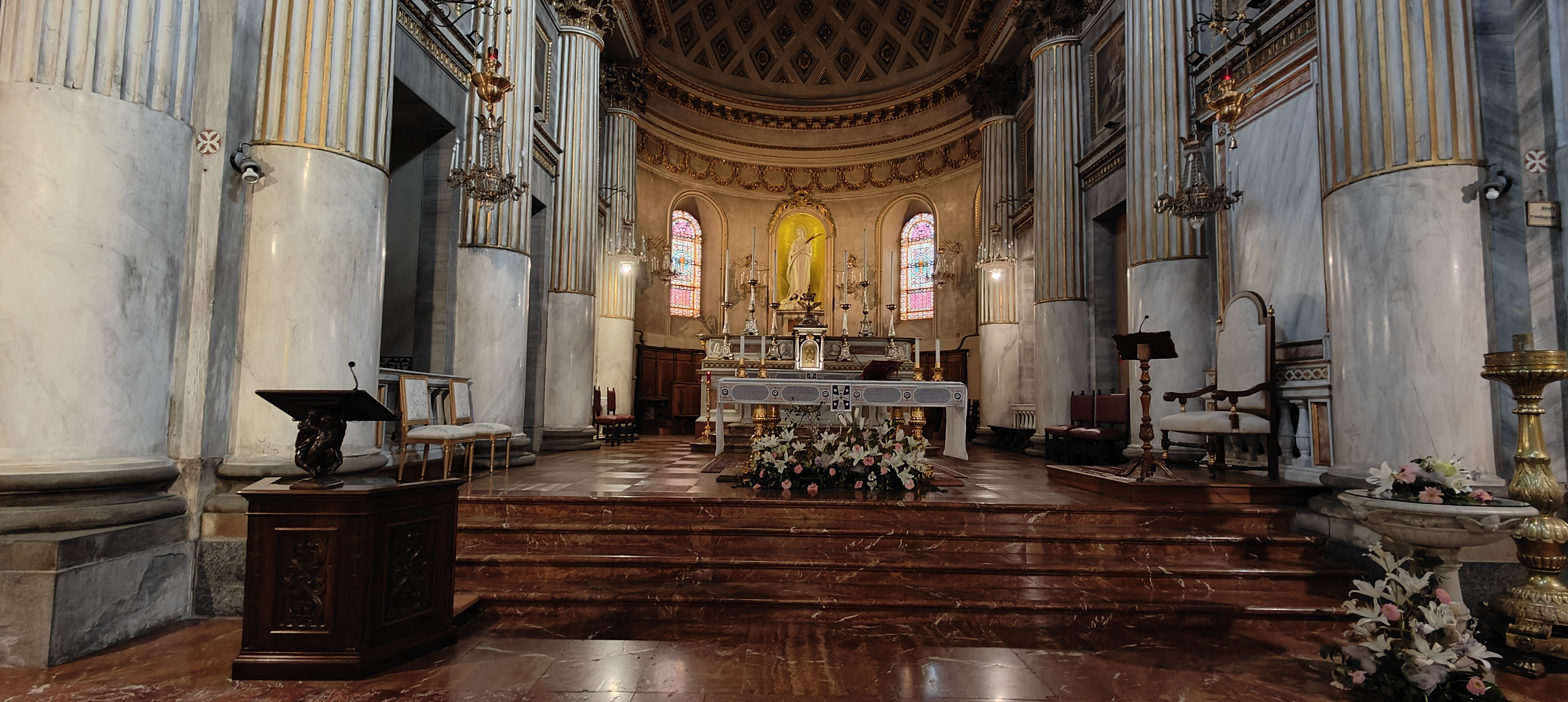
L'interno della collegiata: l'altare

L'interno, diviso in tre navate da due file di grandi colonne, presenta un vasto apparato decorativo: sulla volta centrale è raffigurata la Gloria di Sant'Agata, opera di Paolo Emilio Morgari (1862); le pareti sono affrescate da L. Hartman e da C Costa..
La terza cappella della navata sinistra custodisce un pregevole polittico di Gerolamo Giovenone (1531) suddiviso in dieci tavole (una mancante essendo stata trafugata): le due tavole centrali raffigurano, nel registro inferiore, la Madonna col Bambino e Sant'Agata, nel registro superiore; le altre sono dedicate a santi cari alla devozione locale. Si tratta con ogni probabilità dell'originaria ancona posta sull'altar maggiore della chiesa del XVI secolo interessante testimonianza del linguaggio pittorico rinascimentale affermatosi in area vercellese.
(Simone Baiocco, op. cit., p. 179)

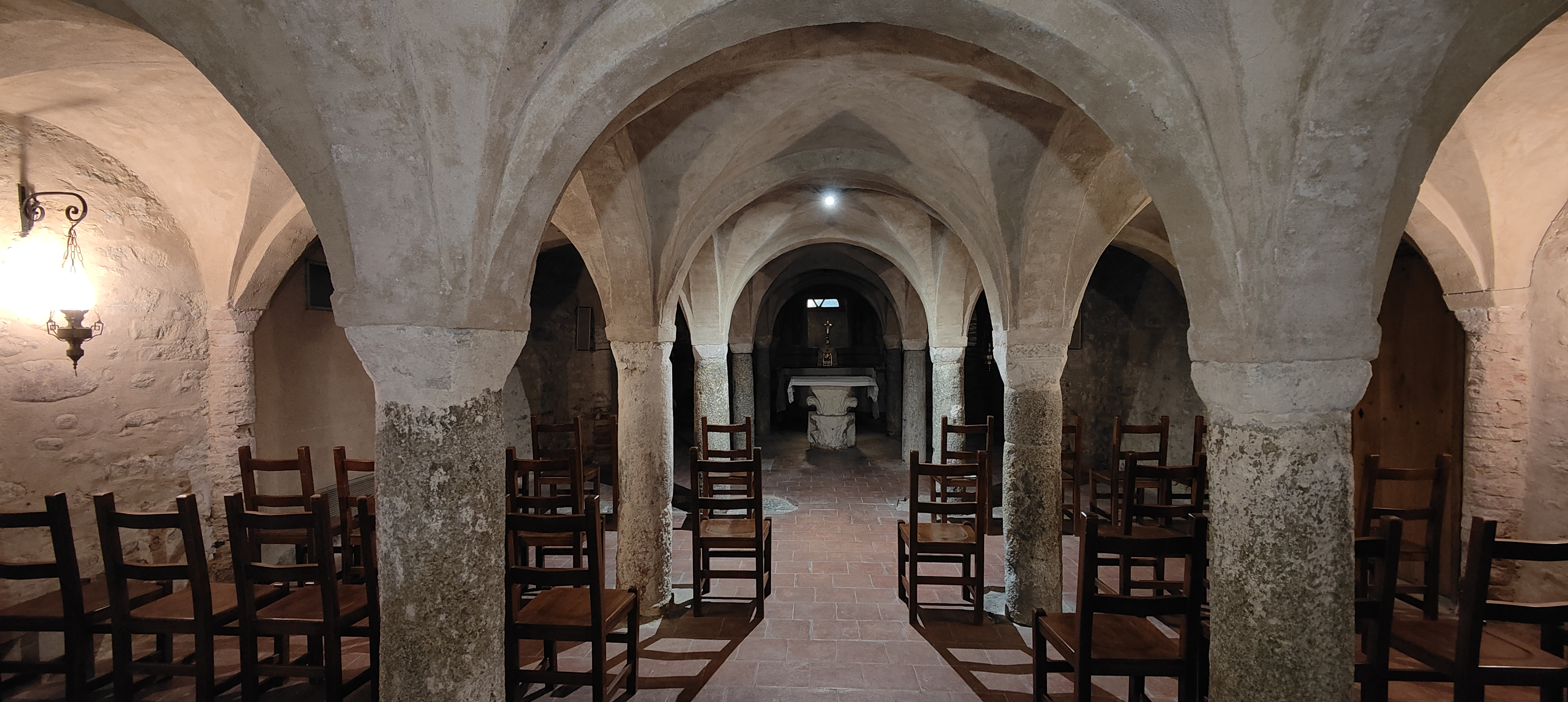
Panoramica della cripta dedicata a Santo Stefano, la chiesa antica sotto l'altare risalente al secolo XII

Sotto il presbiterio si apre lo spazio della cripta romanica intitolata a Santo Stefano databile al secondo quarto del XII secolo; si tratta di un ambiente piuttosto spoglio e severo - con colonnine prive di capitelli decorati e volte a crociera segnate da marcati costoloni - che doveva servire alle funzioni liturgiche del collegio dei canonici.

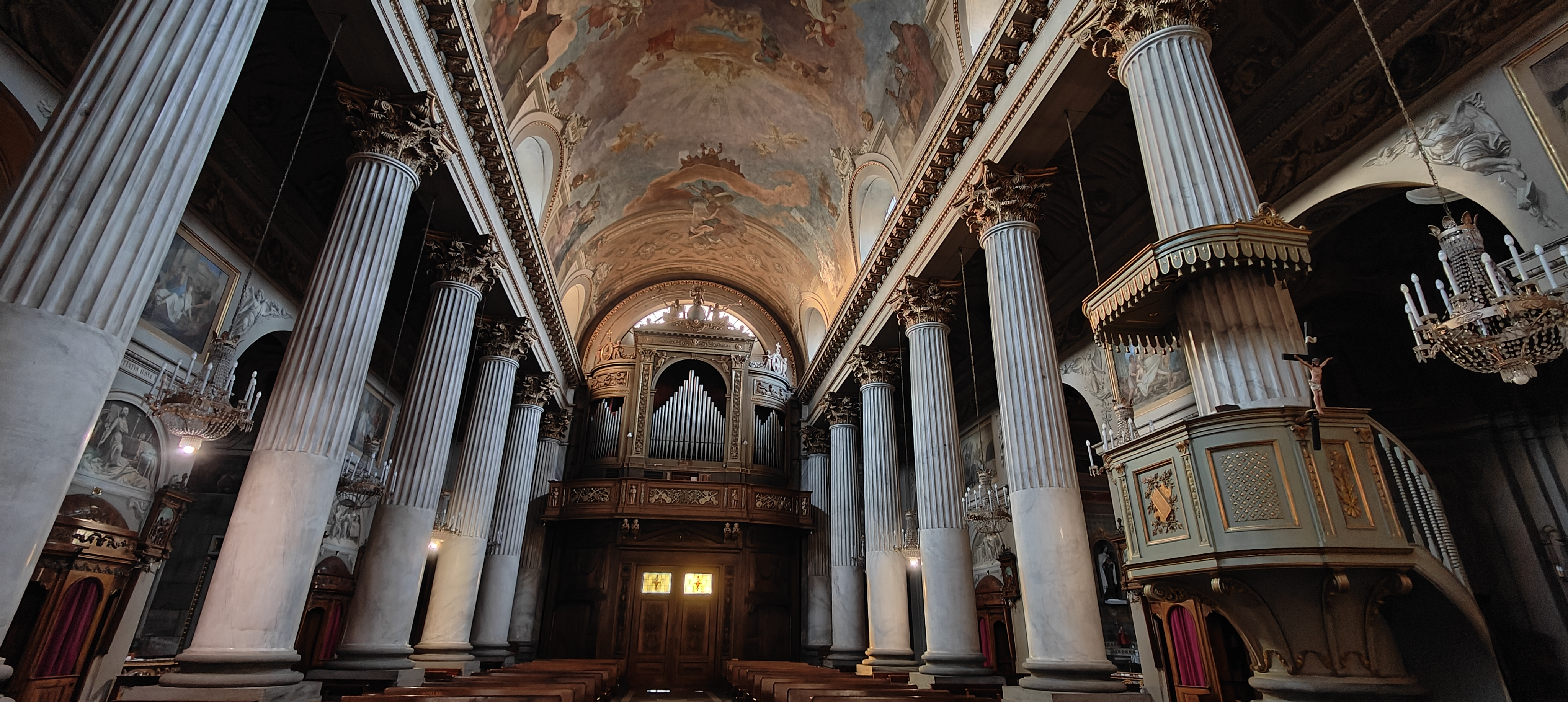
L'interno con pulpito ligneo, decorazioni e in fondo l'organo Serassi

Degno di nota è anche il grandioso organo fabbricato nel 1861 col numero d'opus 654, ad opera della famiglia Serassi di Bergamo, e restaurato nel 1990/91 da Italo Marzi e figli di Pogno.
Dotato di due tastiere di 61 tasti (DO1-Do6), pedaliera di 17 pedali (16 sonanti,Do1- Mib2) il 17 aziona la terza mano.
Dietro l'altare maggiore, di fronte alla statua di S. Agata è conservato un piccolo organo, ricostruzione della bottega "Marzi" del 2019, di un organo di scuola Varesina del 1850 circa.

## Galleria d'immagini

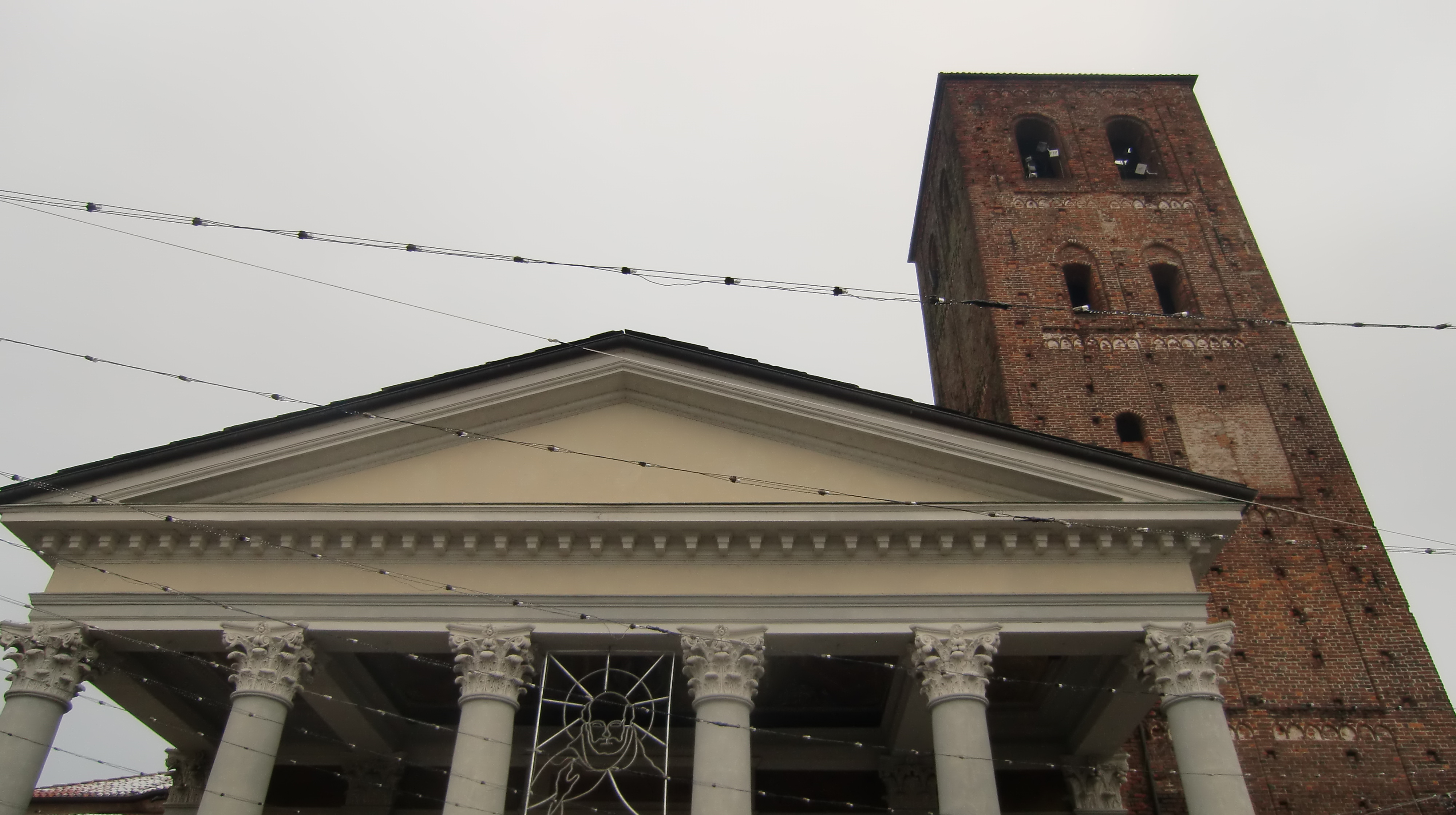
Frontone e colonne del pronao neoclassico
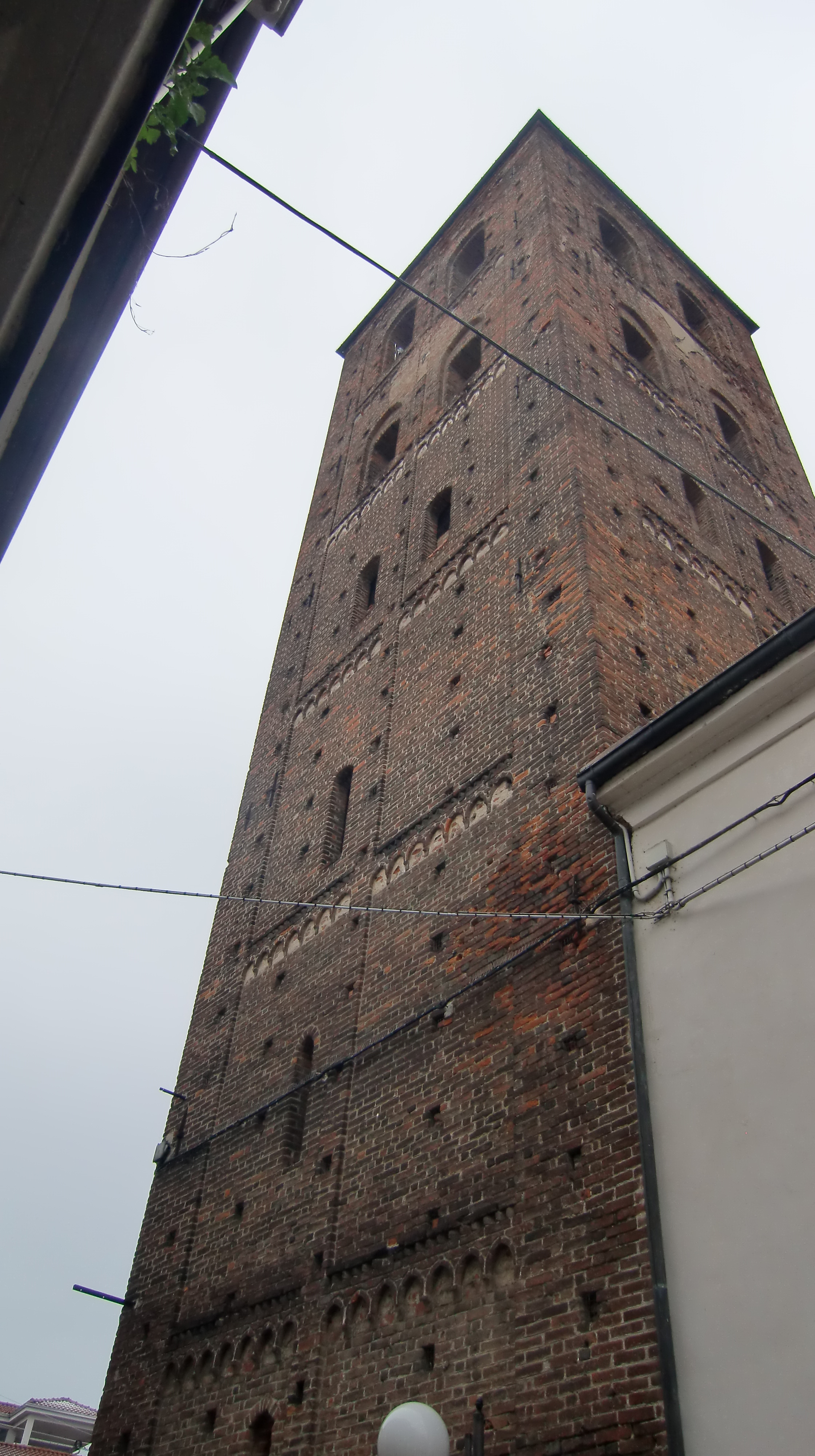
La torre campanaria
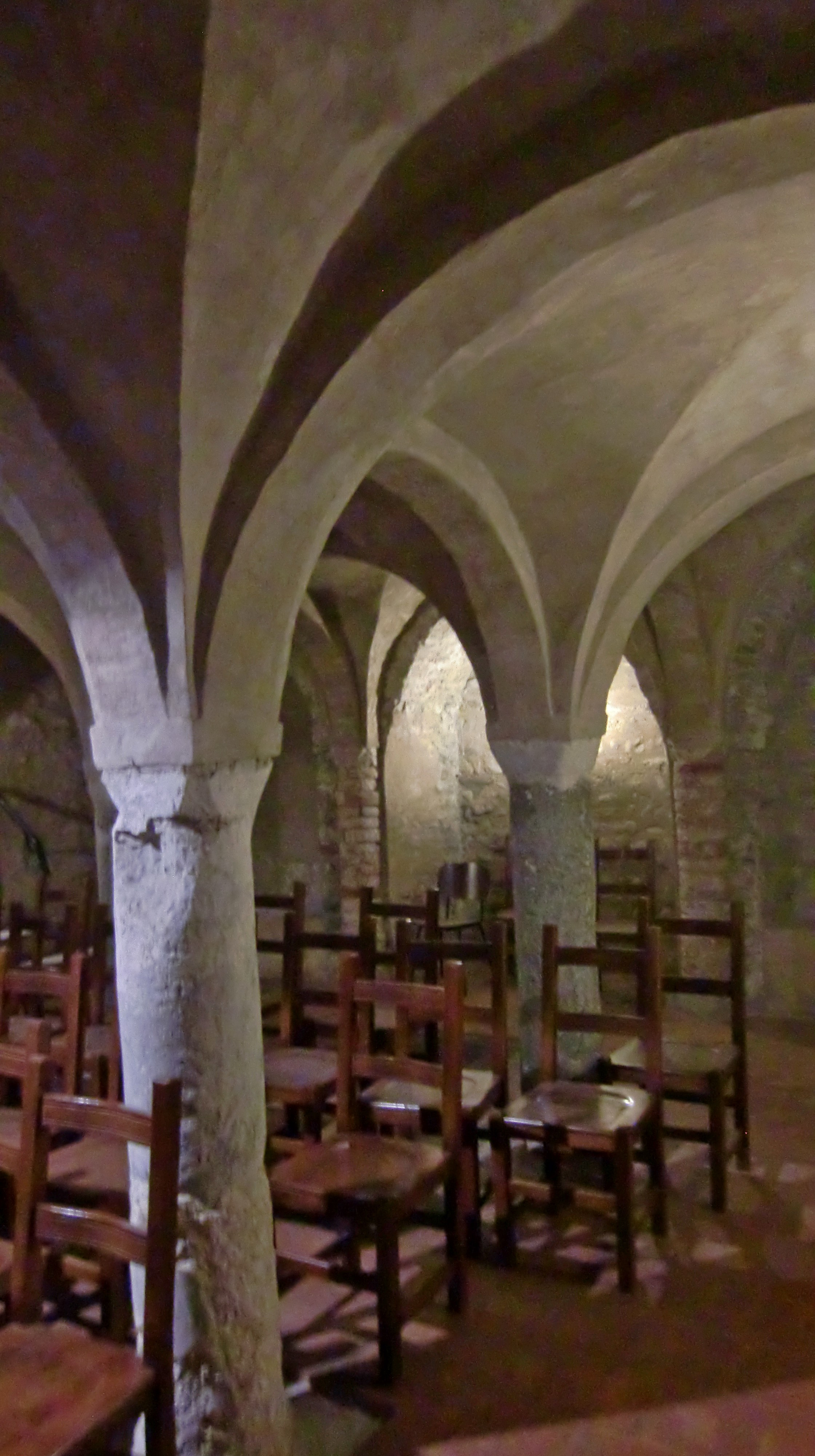
La cripta